# Callao (linea D metropolitana di Buenos Aires)
Callao è una stazione della linea D della metropolitana di Buenos Aires. Si trova sotto avenida Córdoba, nel tratto compreso tra avenida Callao e calle Rodríguez Peña, al confine tra i barrios di San Nicolás, Recoleta e Balvanera.

## Storia
La stazione, costruita dalla compagnia ispano-argentina CHADOPyF è stata inaugurata il 29 marzo 1938.

## Interscambi
Nelle vicinanze della stazione effettuano fermata diverse linee di autobus urbani ed interurbani.
- Fermata autobus

## Servizi
La stazione dispone di:
- Accessibilità per portatori di handicap
- Ascensori
- Scale mobili
- Biglietteria a sportello
- Biglietteria automatica